# Риналдо д’Есте (1655 – 1737)
Вижте пояснителната страница за други личности с името Риналдо д’Есте.
Риналдо д’Есте (на италиански: Rinaldo d’Este; * 25 април 1655, Модена; † 26 октомври 1737, Модена) от рода Есте е кардинал (1688 – 1695) и от 1694 до 1737 г. като Риналдо III херцог на Модена и Реджо.

## Произход
Той е най-малкият син на Франческо I д’Есте (* 1610, † 1658), херцог на Модена и Реджо, и третата му съпруга Лукреция Барберини (* 1628, † 1699) от могъщия флорентински род Барберини. Нейни дядо и баба по бащина линия са Алфонсо III д’Есте, херцог на Модена и Реджо, и принцеса Изабела Савойска, а по майчина – Тадео Барберини, княз на Палестрина, и Анна Колона ди Талякоцо. 
Има пет полубратя и четири полусестри от първия брак на баща си, сред които Алфонсо IV, херцог на Модена и Реджо, съпруг на Лаура Мартиноци, и Изабела и Мария, херцогини на Парма и Пиаченца като съпруги на Ранучо II Фарнезе (* 1630. † 1694), както и една полусестра от втория му брак.

## Биография

### Ранни години
Риналдо, слаб и болнав, е предопределен, както изисква практиката, за църковна кариера. Верен учен, той е въведен в научните и философските изследвания в Моденския университет.

### Кардинал
Папа Инокентий V го прави кардинал-дякон в консисторията на 2 септември 1686 г., като му е дал специално разрешение, предвид факта че Риналдо все още не е получил малките чинове по време на номинирането му за кардинал, утежнено и от факта, че има чичо в Светата кардиналска колегия. На 20 декември 1688 г. той получава кардиналския пурпур и дяконската титла на Санта Мария дела Скала. Участва в конклава от 1689 г., който избира папа Александър VIII, и в този от 1691 г., който избира папа Инокентий XII .
Междувременно ситуацията в херцогството за семейство Есте става трагична, тъй като вече е ясно, че неговият племенник Франческо II ще умре без наследници. Така на 21 март 1695 г. папа Инокентий XII приема оставката му от църковната му кариера, позволявайки му да запази родословието на рода на трона на Херцогство Модена и Реджо.

### Херцог на Модена и Реджо

#### Брак
След като Риналдо се възкачва на трона малко след оставката си, след смъртта на Франческо II през 1694 г., той получава управлението на Херцогство Модена и Реджо и поема цялата власт. Поражда се почти незабавната необходимост да се намери съпруга на новия херцог, което не е било дотогава на дневен ред предвид църковната му кариера. Така Риналдо се жени за Шарлота Фелицита фон Брауншвайг-Люнебург, дъщеря на Йохан Фридрих фон Брауншвайг-Люнебург и Бенедикта Хенриета фон дер Пфалц, братовчедка на крал Джордж I. След 600 години Есте и Велфите (в потомствените клонове Брауншвайг-Люнебург и Хановер) отново се обединяват благодарение на този брак. През 1699 г. неговата снаха Вилхелмина Амалия, принцеса на Брауншвайг-Люнебург, се омъжва в Модена за сина на император Леополд I, Йозеф, който на свой ред става император, като по този начин също свързва Риналдо с Хабсбургите. Чрез лелята на съпругата си, Анна фон дер Пфалц, която се омъжв за Анри III Жул дьо Бурбон-Конде през 1663 г., Риналдо също е свързан с френския кралски дом, макар и само чрез кадетски клон.

#### Управление и Война за испанското наследство
За да се опита да облекчи условията на обикновените хора, които икономическата криза буквално довежа до глад, той строго контролира пазара на зърно и дори арестува някои благородници, които търгуват на него, и цената спада значително.
Продължава квартируването на шбабски войници, но за тяхното поддържане той установява данъци върху феодалите, на които самият той се подлага и по този начин подобрява условията на живот на селяните.
Смъртта на краля на Испания Карлос II предизвика Войната за испанското наследство, която отново донася нещастие в Италия. Риналдо се опитва да се справи по най-добрия начин, обявявайки се номинално неутрален, но на 1 август 1702 г. французите навлизат в Модена от Реджо, където принуждават германците да избягат, и Риналдо трябва да бяга в Болоня. През 1703 г. нашествието се превръща в завоевание, разпадайки управлението, но междувременно съдбата на конфликта се променя, като Савойците изоставят Франция, за да застанат на страната на Австрия.
През ноември 1706 г. германците атакуват Модена и обсаждат французите в цитаделата. Те се предават през февруари 1707 г.; херцогът е сред обсаждащите и получава почетно отношение към обсадените. В трудоемките мирни преговори той купува от Империята Херцогство Мирандола, конфискувано от профренския херцог Франческо Мария II Пико (отстранен от властта заради престъпления след обсадата на Мирандола през 1705 г.), и се опитва да се сближи с Франция чрез брака на престолонаследника Франческо III с Шарлота-Аглая Бурбон-Орлеанска, дъщерята на Филип II Орлеански. Въпреки това многократните опити да се получи Комакио, присъединен към Ферара, но имперски феод, са неуспешни въпреки пламенните речи на Лудовико Антонио Муратори .
Бракът на сина му Франческо е източник на безкрайни проблеми и грижи за Риналдо: снаха му Шарлота-Аглая е много капризна и разпусната и отношенията му с двамата скоро се обтягат. Той нарежда да им бъде построена княжеска резиденция в Ривалта близо до Реджо Емилия, вместо да живеят с него в Херцогския дворец. Херцогските финанси повече не са възстановени от изплащането на над един тон злато за закупуването на Мирандола: моденската лира и лирата на Реджо Емилия отслабват, докато паричното разстройство нараства поради издаването на обезценени монети. Към тези проблеми се добавят огромните разходи за построяването на вилата в Ривалта, където Франческо отива да живее със съпругата си – комплекс, който според съвременниците съперничи на Версай по блясък.
През 1728 г., с брака на дъщеря си Енрикета с последния представител на Фарнезе от Парма, Антонио, Риналдо търси перспективата да разшири държавата си на запад, но малко след това зет му умира без наследници и Парма преминава към Бурбоните.

#### Война за полското наследство и смърт
През 1733 г. избухва Войната за полското наследство и херцогът, въпреки че се обявява за неутрален, тайно застава на страната на Империята. За кратък период от време той отново е принуден от французите да намери убежище в Болоня, но с мира от 1736 г. се завръща в Модена и на 12 октомври 1737 г. получава графство Новелара и Баньоло за услугите си към Империята. Няколко дни по-късно той умира на 82 г., оставяйки управлението на неомъжените си дъщери Бенедета и Амалия, тъй като синът му Франческо е в Унгария на служба при император Карл VI, борейки се с турците .
- Кардинал Риналдо д’Есте
- Херцог Риналдо III д’Есте
- Шарлота Фелицита фон Брауншвайг-Люнебург

## Брак и потомство
∞ 11 февруари 1696 за Шарлота Фелицита фон Брауншвайг-Люнебург (* 8 март 1671, † 29 септември 1710), дъщеря на херцог Йохан Фридрих фон Брауншвайг-Каленберг и Бенедикта Хенриета фон дер Пфалц-Зимерн, от която има трима сина и четири дъщери: 
- Бенедета Мария Ернестина д'Есте (* 18 август 1697, Модена; † 17 септември 1777, Сасуоло), неомъжена и бездетна;
- Франческо III д’Есте (* 2 юли 1698, Модена; † 22 февруари 1780, Варезе), херцог на Модена и Реджо от 1737 г., ∞ 21 юни 1720 в Модена за Шарлота-Аглая Бурбон-Орлеанска (* 1700 † 1761), дъщеря на херцог Филип II Орлеански, регент на Франция през 1720 г., от която има 5 сина и 5 дъщери;
- Амалия Джузепина д'Есте (* 28 юли 1699, Модена; † 5 юли 1778, пак там), ∞ за маркиза на Вилньоф († 12 септември 1739), от когото няма деца;
- Джанфедерико д’Есте (* 1 септември 1700, Модена; † 24 април 1727, Виена), неженен и бездетен;
- Енрикета д’Есте (* 27 май 1702, Модена; † 30 януари 1777, Фиденца); ∞ 1. 5 февруари 1728 за Антонио Фарнезе (* 1679, † 1731), херцог на Парма и Пиаченца, от когото няма деца; 2. 23 март 1740 в Пиаченца за ландграф Леополд фон Хесен-Дармщат (* 11 април 1708, Мантуа; † 27 октомври 1764, Борго Сан Донино), син на ландграф Филип фон Хесен-Дармщат, губернатор на Мантуа, от когото няма деца;
- Клементе д’Есте (* 20/23 април 1708);
- Дъщеря (* септември 1710, † скоро след раждане).